# Eupsephopaectes
Eupsephopaectes là một chi bướm đêm thuộc họ Noctuidae.